# Batkovići (Priboj)
Batkovići (serbisch-kyrillisch Батковићи) ist ein Dorf in Serbien in der Opština Priboj mit 157 Einwohnern laut Zensus 2011. Es ist Teil der Lokalen Gemeinschaft Sastavci. Seine Bewohner sehen sich überwiegend als Serben. Im Nord-Nord-Osten grenzt das Dorf an das bosnische Ustibar an, im Osten kommt es der bosnischen Enklave Međurečje nahe.

## Demographie
Die Bevölkerung ist seit den 1960er Jahren beständig zurückgegangen.
| Zensusjahr | Einwohner | Bemerkungen /Referenzen |
| ---------- | --------- | ----------------------- |
| 1948       | 403       | [ 1 ]                   |
| 1953       | 499       | [ 1 ]                   |
| 1961       | 474       | [ 1 ]                   |
| 1971       | 456       | [ 1 ]                   |
| 1981       | 368       | [ 1 ]                   |
| 1991       | 253       | [ 1 ]                   |
| 2002       | 153       | [ 1 ]                   |
| 2011       | 157       | [ 1 ]                   |

## Belege
1. 1 2 3 4 5 6 7 8  Република Србија, Републички завод за статистику: УПОРЕДНИ ПРЕГЛЕД БРОЈА СТАНОВНИКА: 1948, 1953, 1961, 1971, 1981, 1991, 2002. И 2011. Република Србија Републички завод за статистику, Belgrad 2014, ISBN 978-86-6161-109-4, S. 50 (serbisch, gov.rs [PDF]).